# João Paulo (football, 1957)
Pour les articles homonymes, voir João Paulo.
João Paulo de Lima Filho, plus connu sous le nom de João Paulo (né le 15 juin 1957 à São João de Meriti dans l'État de Rio de Janeiro) est un joueur de football international brésilien, qui évoluait au poste d'attaquant.

## Biographie

### Carrière en sélection
Avec l'équipe du Brésil, il dispute 4 matchs (pour aucun but inscrit) entre 1979 et 1983. Il figure notamment dans le groupe des sélectionnés lors de la Copa América de 1983.

## Palmarès
| Santos - Championnat de São Paulo (1) : - Champion : 1978. |  | Corinthians - Championnat de São Paulo (1) : - Champion : 1988. |